# Sant Pere Capdevila
Sant Pere Capdevila és una església romànica de Lladurs (Solsonès) protegida com a Bé Cultural d'Interès Local.

## Descripció
Es tracta de les restes d'una antiga capella romànica aïllada situada a la serra de Capdevila, al costat de la masia del mateix nom, també en runes, dins la població de Torrents-Vilanova de Lladurs. La capella de dimensions reduïdes consta d'una nau rectangular amb absis semicircular. La coberta de la nau s'ha ensorrat i només resta part de la teulada de l'absis feta de lloses de pedra. Els murs estan bastits de pedres treballades de diferents dimensions disposades en filades i unides amb morter, de major grandària a les cantonades. A la façana principal destaca el portal d'arc de mig punt adovellat fet amb grans blocs de pedra on sobresurt la clau. A l'absis hi ha una petita finestra lleugerament descentrada amb arc de mig punt. L'interior, envaït per la vegetació, presenta restes de l'arrebossat.

## Història
La capella podria datar-se al segle XI-XII, tot i que no hi ha referències documentals medievals.